# Deodat del Monte
Deodat del Monte noto anche come Deodat van der Mont, Deodatus Delmont, Dieudonné Delmont, Deodaat del Monte, Deodati del Monte, Dieudonne van der Monte, Deodati del Mont e Deodati Dermond (1582 – Anversa, 24 novembre 1644) è stato un pittore, architetto e astronomo fiammingo che faceva parte del ristretto gruppo della cerchia di Peter Paul Rubens.
Fu anche ingegnere e mercante d'arte.

## Biografia
Nacque poco prima o il 24 settembre 1582 (la data del suo battesimo) a Sint-Truiden. I suoi genitori erano Ghuilliam van der Mont, un orafo e Margriet Pruynen. La sua famiglia era influente a livello locale, ma non faceva parte dell'aristocrazia come è stato assunto da alcune fonti. Suo padre si trasferì ad Anversa nel 1590 dopo essere stato costretto a lasciare la Diocesi di Liegi a causa di accuse di falsificazione di denaro.

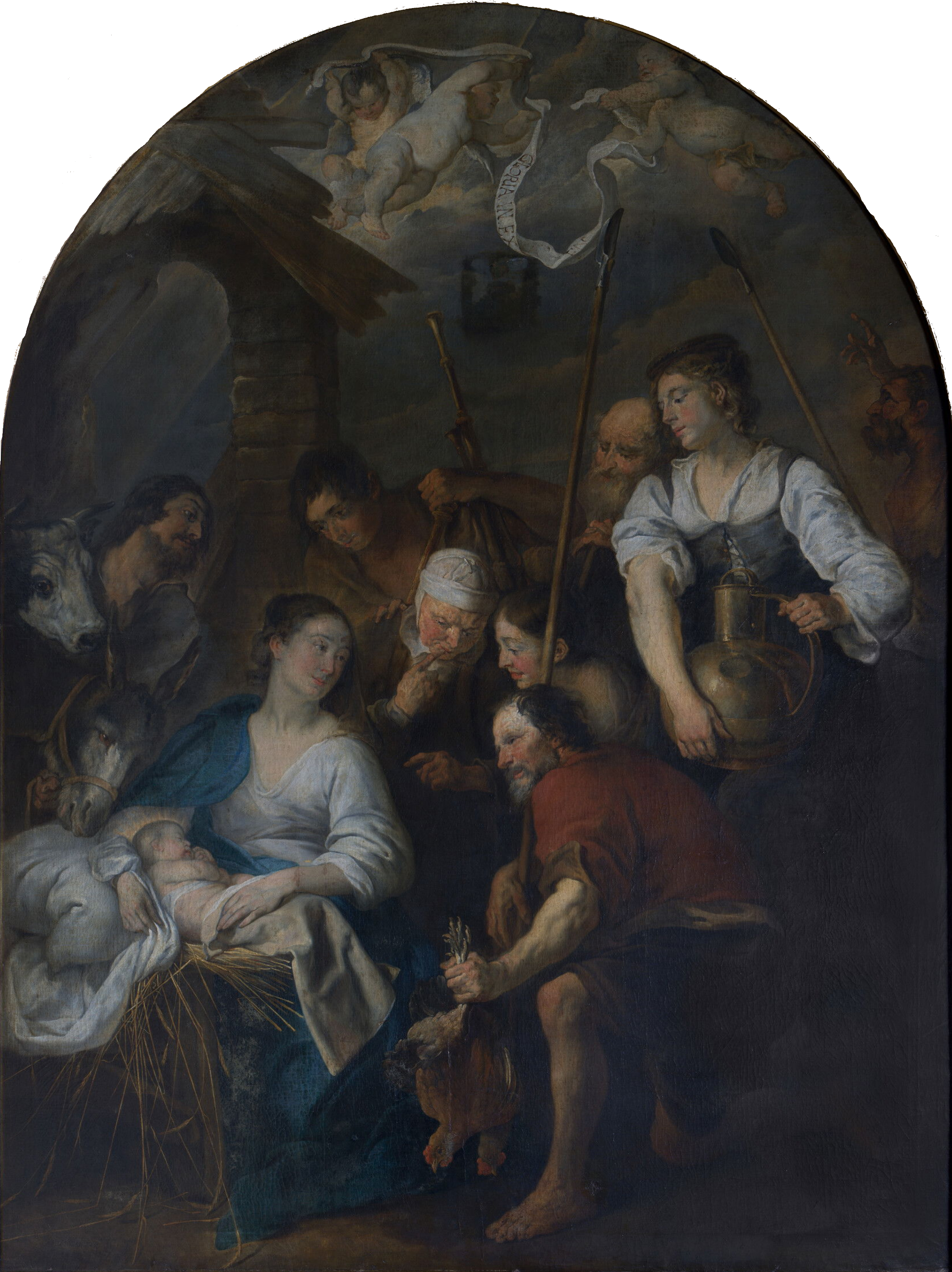
L'adorazione dei pastori, collaborazione con Jan Cossiers

La vita di Del Monte è strettamente collegata a Rubens. Secondo testimoni contemporanei, del Monte e Rubens erano grandi amici fin dalla tenera età. Del Monte sarebbe stato anche il suo primo allievo, almeno nell'area della pittura. Si crede che sia diventato allievo di Rubens tra il 1598 (l'anno in cui Rubens divenne un maestro) e il 1600. Forse aveva studiato con un altro maestro prima di diventare allievo di Rubens.
Viaggiò con Rubens in Italia nel 1600, secondo alcune fonti al servizio di Rubens mentre altre fonti affermano come buoni amici. I due rimasero insieme per la maggior parte del tempo trascorso in Italia per un periodo di circa 8 anni. Ciò è dimostrato dalla testimonianza di del Monte, nel 1608, dell'esistenza di un contratto tra Rubens e l'Oratorio di San Filippo Neri per l'esecuzione di una pala d'altare.
Immediatamente dopo il suo ritorno ad Anversa con Rubens, nel 1608, Del Monte fu registrato come un "wijnmeester" ("maestro del vino") nella locale Corporazione di San Luca.  Poiché si trattava di un titolo riservato ai figli dei membri della Corporazione, si può dedurre che suo padre era o era stato un membro della stessa. Del Monte, l'anno successivo, enter nella "sodaliteit di bejaerde jongmans", una fraternità per scapoli fondata dall'ordine dei gesuiti. Fu "consulente" della fraternità nel dicembre 1609, 1610 e 1614. Era registrato come pittore con una bottega con due allievi nel 1610. La sua prima commissione fu per un trittico per l'altare maggiore della chiesa di San Benedetto a Mortsel. Questo lavoro fu completato nel 1612 ma fu in seguito sostituito da un'opera di Anton Goubau e ora è andato perduto.

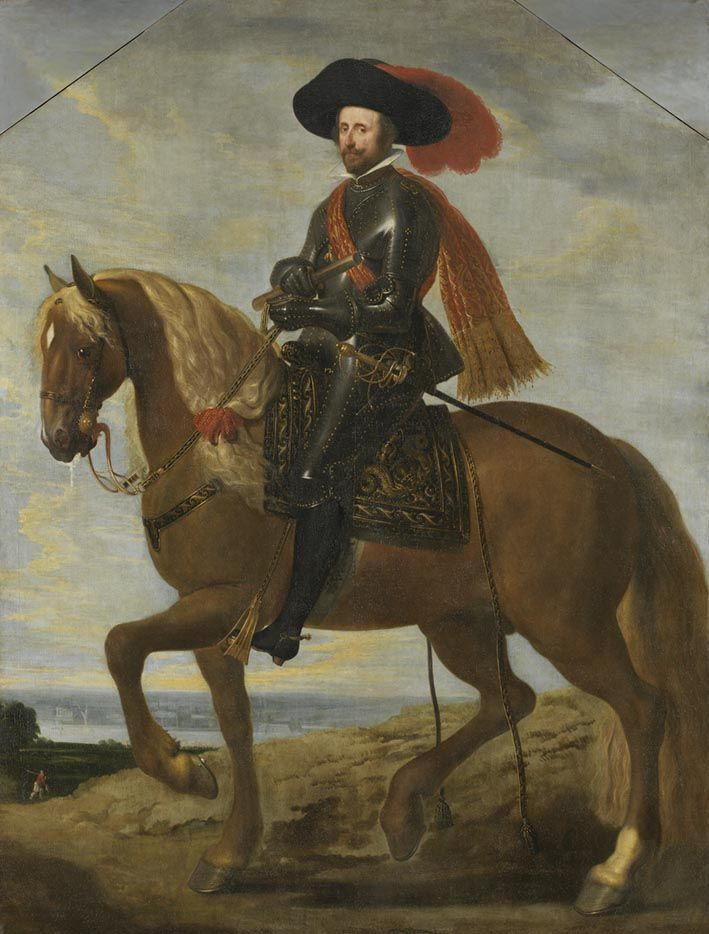
Ritratto equestre di Wolfgang Wilhelm von Pfalz-Neuburg

Del Monte sposò Geertruyt van den Berghe il 26 ottobre 1614. La coppia ebbe tre figli. Il suo primo biografo, Cornelis de Bie, afferma nel Het Gulden Cabinet del 1662 che del Monte era stato al servizio, per qualche tempo, di Volfango Guglielmo del Palatinato-Neuburg. Alcuni storici collocano questo periodo di servizio negli anni 1610, ma questo è improbabile dal momento che in quel periodo ci sono ampie evidenze della presenza del Monte ad Anversa. È probabile, tuttavia, che del Monte fosse al servizio di Volfango Guglielmo da quando il conte Palatino lo nominò cavaliere nel 1626 e gli permise di avere uno stemma.
Si ritiene inoltre che sia entrato al servizio degli allora governatori dei Paesi Bassi meridionali, arciduchi  Alberto e  Isabella.
Fu anche architetto e ingegnere militare per il Re Filippo III di Spagna. Questi gli concesse diversi privilegi che furono minacciati nei suoi ultimi anni. Cornelis de Bie sostenne che il figlio del re Filippo IV di Spagna intervenne a favore di Del Monte con suo fratello Cardinale Infante Ferdinando d'Austria, che all'epoca era il governatore dei Paesi Bassi austriaci, e i suoi privilegi furono ripristinati.
Nei suoi ultimi anni la situazione finanziaria si era deteriorata, probabilmente perché non era più in grado di lavorare a causa di una malattia. Morì nel 1644 in una data che, secondo de Bie, del Monte aveva predetto dallo studio dalle stelle.
Tra i suoi allievi vi furono Boudewyn Claessen (1610), Thomas Morren (1610), Thomas van Bemelen (1621–1622), Jakus Adriaenssen (1622–1623), van den Berch (1623-1624) e Martin Goes (1625–1626).

## Opere
Ci sono poche informazioni sull'opera pittorica di del Monte, poiché solo poche opere firmate sono sopravvissute. Predilisse i generi di pittura storica e ritrattistica. Nel 1610 realizzò una pala d'altare per la chiesa di San Benedetto di Mortsel, che è andata persa. Nel 1614 dipinse una "Trasfigurazione" per la Cattedrale di Anversa che ora si trova nel Museo reale di belle arti di Anversa. C'è un quadro firmato, "Discesa dalla Croce" (1623) nella Chiesa Onze-Lieve-Vrouw Hemelvaart di Munsterbilzen.  Queste opere mostrano la plasticità classica che caratterizza le opere che Rubens dipinse tra il 1612 e il 1618.

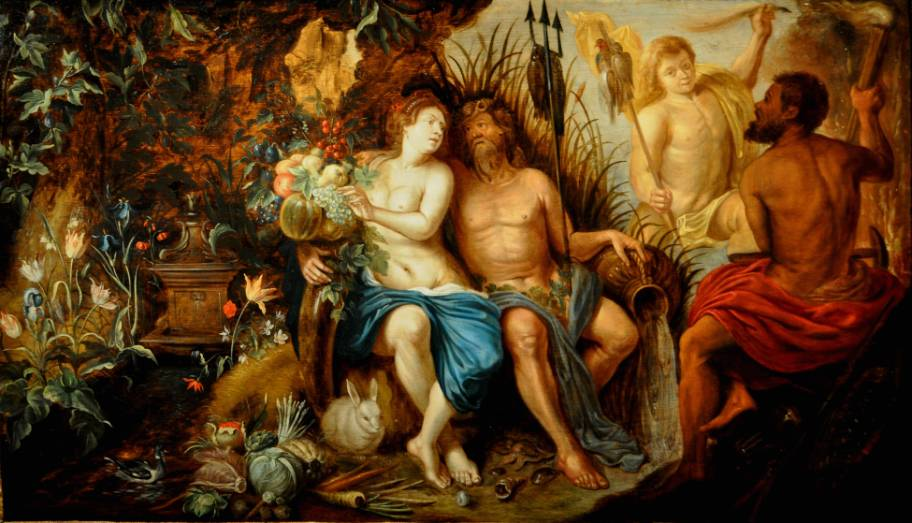
I quattro elementi

Una Adorazione dei Magi (Museo reale di belle arti di Anversa) è stata attribuita a del Monte. Quest'opera è di qualità molto più elevata rispetto alle opere firmate da del Monte. Forse aiuta a spiegare perché era così stimato ai suoi tempi e perché il primo biografo dell'artista, Cornelis de Bie, dedicò più spazio a del Monte che a Jacob Jordaens e Antoon van Dyck.
Altre attribuzioni a del Monte comprendono un dipinto sui Quattro elementi (venduto a Jean Moust) datato 1644, che dovrebbe essere stato dipinto durante nell'anno in cui era malato e morì. La natura morta presente nella composizione è attribuita a Osias Beert il Giovane. Un Trionfi di Bacco in India venne attribuito a del Monte quando venne venduto nel 2000 ma poi a Simon de Vos quando venne venduto all'asta da Dorotheum nel 2002.
Un disegno intitolato Unzione del Cristo morto, presente nel Fogg Art Museum, è stato attribuito a del Monte. È un disegno preparatorio per un dipinto di del Monte nella Chiesa dell'Ascensione di Nostra Signora a Munsterbilzen.
Si presume che del Monte assistette Rubens nei suoi disegni architettonici.